# Heinz Müllensiefen
Heinrich Müllensiefen (* 5. April 1902; † nach 1972) war ein deutscher Rechtswissenschaftler, Kartellrechtsexperte und später ein intimer Kenner der wirtschaftlichen Lenkungsverbände des NS-Staates. Er arbeitete über Jahrzehnte in Wirtschaftsverbänden verschiedener Art.

## Beruflicher Werdegang
Heinz Müllensiefen stammte aus einer traditionsreichen Unternehmerdynastie des märkischen Sauerlands südlich des Ruhrgebiets. Ein älterer Verwandter von ihm war Heinrich Müllensiefen. Anfang der 1920er Jahre studierte er. Seit 1921 war er Mitglied des Corps Guestphalia Heidelberg. Er promovierte daraufhin 1926. In der Zeit des Nationalsozialismus erarbeitete er sich während der 1930er Jahre die Stellung eines führenden Experten für Kartellrecht; er war u. a. als Leiter der Abteilung Kartellaufsicht der Reichsgruppe Industrie in Berlin tätig. Sein Berufsfeld wandelte sich zu Anfang der 1940er Jahre während des Zweiten Weltkriegs durch das Aufkommen der wirtschaftlichen Lenkungsverbände des Dritten Reiches. Im Oktober 1941 wurde Müllensiefen Geschäftsführer des neu gebildeten „Deutschen Zementverbandes“, eines modernen Lenkungskartells mit weitreichenden Aufgaben in Deutschland wie auch im deutsch besetzten Europa. Müllensiefen war im Wesentlichen ein Technokrat, der während des Dritten Reiches Karriere gemacht hatte und eng mit dem Staatsapparat verbandelt war. So arbeitete er konstruktiv in der Akademie für Deutsches Recht mit, einer nicht nur linientreuen, sondern liniengebenden Denkfabrik des Nationalsozialismus.
Nach 1945 verlor Müllensiefen alle seine Ämter und privatisierte zunächst. Ab 1949 wurde er vom neugegründeten westdeutschen Bundesverband der Deutschen Industrie für einige Zeit als Kartellexperte eingesetzt, um gegen das geplante Gesetz gegen Wettbewerbsbeschränkungen und gegen das drohende Kartellverbot zu argumentieren. 1963 veröffentlicht Müllensiefen noch in der Festschrift seines Juristenkollegen Max Metzner (und war darin nicht als verstorben gekennzeichnet).

## Schriften von Heinz/Heinrich Müllensiefen
- Kartelle als Produktionsförderer, Berlin 1926 (= Diss. Univ. Köln: Der Einfluss der Kartelle auf die unmittelbare Förderung der Produktion / von Heinrich Müllensiefen).
- Von der Kartellpolitik zur Marktordnung und Preisüberwachung, Berlin 1935.
- Gruppenaufgaben bei der Wirtschaftlichkeitsförderung, Marktordnung und Kartellaufsicht. Die Erlasse des Reichswirtschaftsministeriums vom Juli, Nov. 1936 u. März 1937, Stuttgart 1937.
- Internationale Kartelle und europäische Großraumwirtschaft, in: Der deutsche Volkswirt, 15 (1940/41), 7. Juni 1940 (von H. Müllensiefen).
- Kartelle als Ausgleichsinstrumente in Vergangenheit und Gegenwart, in: Der deutsche Volkswirt, 16 (1941/42), Nr. 12/13, 1941, S. 401–405.
- Zum Aufgaben- und Strukturwandel der Kartelle in der gelenkten Wirtschaft, in: Zeitschrift der Akademie für Deutsches Recht, 9 (1942), S. 242–244.
- Europa und seine Kartelle, in: Der Volkswirt, 1951.
- Zum Familientag Müllensiefen/hrsg. von  Heinz Müllensiefen, Witten/Ruhr, 14./15. Mai 1960, der Nachkommen von Peter Eberhard Müllensiefen, (= Mitteilungsblatt des Familienverbandes Müllensiefen, Nr. 1), Witten 1960.
- Kartelle als Produktionsförderer (auszugsweiser Nachdruck von 1926), in: Kartelle in der Wirklichkeit. Festschrift für Max Metzner, Köln 1963, S. 71–88.